# Solierella
Solierella ist eine Gattung der Grabwespen (Spheciformes) aus der Familie Crabronidae. Weltweit sind 112 Arten bekannt, die vor allem in der Neuen Welt verbreitet sind. In der Paläarktis sind 31  beheimatet, in Europa kommen davon acht Arten vor.

## Merkmale
Die in der Regel sehr kleinen, schwarzen Grabwespen sind teilweise hell gezeichnet.

## Lebensweise
Die Nester werden in bestehenden Hohlräumen, Zweigen, Pflanzengallen oder verlassenen Hautflüglernestern im Erdboden angelegt. Die Arten, die in Zweigen nisten, versorgen ihre Brut mit Wanzen, einige Arten jagen auch Heuschrecken oder Staubläuse.

## Systematik
Solierella steht in der Tribus Miscophini innerhalb der Unterfamilie Crabroninae.

## Arten (Europa)
- Solierella canariensis E. Saunders 1904
- Solierella compedita (Piccioli 1969)
- Solierella dispar Pulawski 1964
- Solierella insidiosa Beaumont 1964
- Solierella pectinata Pulawski 1964
- Solierella pisonoides (S. Saunders 1873)
- Solierella seabrai de Andrade 1950
- Solierella verhoeffi Beaumont 1964

## Belege